# Flessura splenica
La flessura splenica, detta anche flessura colica di sinistra o flessura lienale, è quel tratto di colon che continua lateralmente a sinistra il colon trasverso e che si continua inferiormente con il colon discendente. La flessura lienale compie una curvatura, formando un angolo acuto aperto inferiormente, anteriormente e medialmente. La flessura splenica è collocata nell'ipocondrio di sinistra, ad un livello più rostrale e più dorsale rispetto alla flessura epatica (flessura colica di destra). È intraperitoneale ed è spesso connessa al diaframma (a livello della X e XI costa) tramite il legamento frenocolico, che giace inferiormente al polo inferiore della milza. 
È in rapporto:
- anteriormente con il corpo dello stomaco
- posteriormente con il rene sinistro (dal quale è separato tramite la fascia perirenale anteriore) e il surrene di sinistra
- lateralmente con la milza (da qui il nome "splenica"). Il rapporto che contrae con la milza è importante e variabile: il rapporto può essere indiretto, nel caso in cui la flessura splenica si trovi nella loggia lienorenale; oppure diretto, nel caso in cui la flessura splenica sia a contatto con la capsula splenica. In questo ultimo caso si avrà nella maggior parte dei casi un'impronta sulla porzione anteroinferiore della faccia splancnica della milza, chiamata impronta colica. Il rapporto diretto deve essere tenuto in considerazione durante determinate operazioni chirurgiche in questa regione, dato che trazioni della flessura splenica verso il basso possono strappare la capsula della milza o i vasi dell'ilo della milza.